# Sabazan
Sabazan (Sabasan en gascon) est une commune française située dans l'ouest du département du Gers, en région Occitanie. Sur le plan historique et culturel, la commune est dans le pays de Rivière-Basse, un territoire qui s’allonge dans la moyenne vallée de l’Adour, à l’endroit où le fleuve marque un coude entre Bigorre et Gers.
Exposée à un climat océanique altéré, elle est drainée par le Petit Midour, le ruisseau de Saint-Aubin et par divers autres petits cours d'eau. La commune possède un patrimoine naturel remarquable composé de deux zones naturelles d'intérêt écologique, faunistique et floristique.
Sabazan est une commune rurale qui compte 127 habitants en 2022, après avoir connu un pic de population de 423 habitants en 1851.  Ses habitants sont appelés les Sabazanais ou  Sabazanaises.
Le patrimoine architectural de la commune comprend un immeuble protégé au titre des monuments historiques : le château, inscrit en 1979.

## Géographie

### Communes limitrophes
Les communes limitrophes sont  Aignan, Bouzon-Gellenave, Bétous et Loubédat.
|                  | Loubédat |        |
| Bétous           | Sabazan  | Aignan |
| Bouzon-Gellenave |          |        |

### Géologie et relief
Sabazan se situe en zone de sismicité 2 (sismicité faible).

### Hydrographie

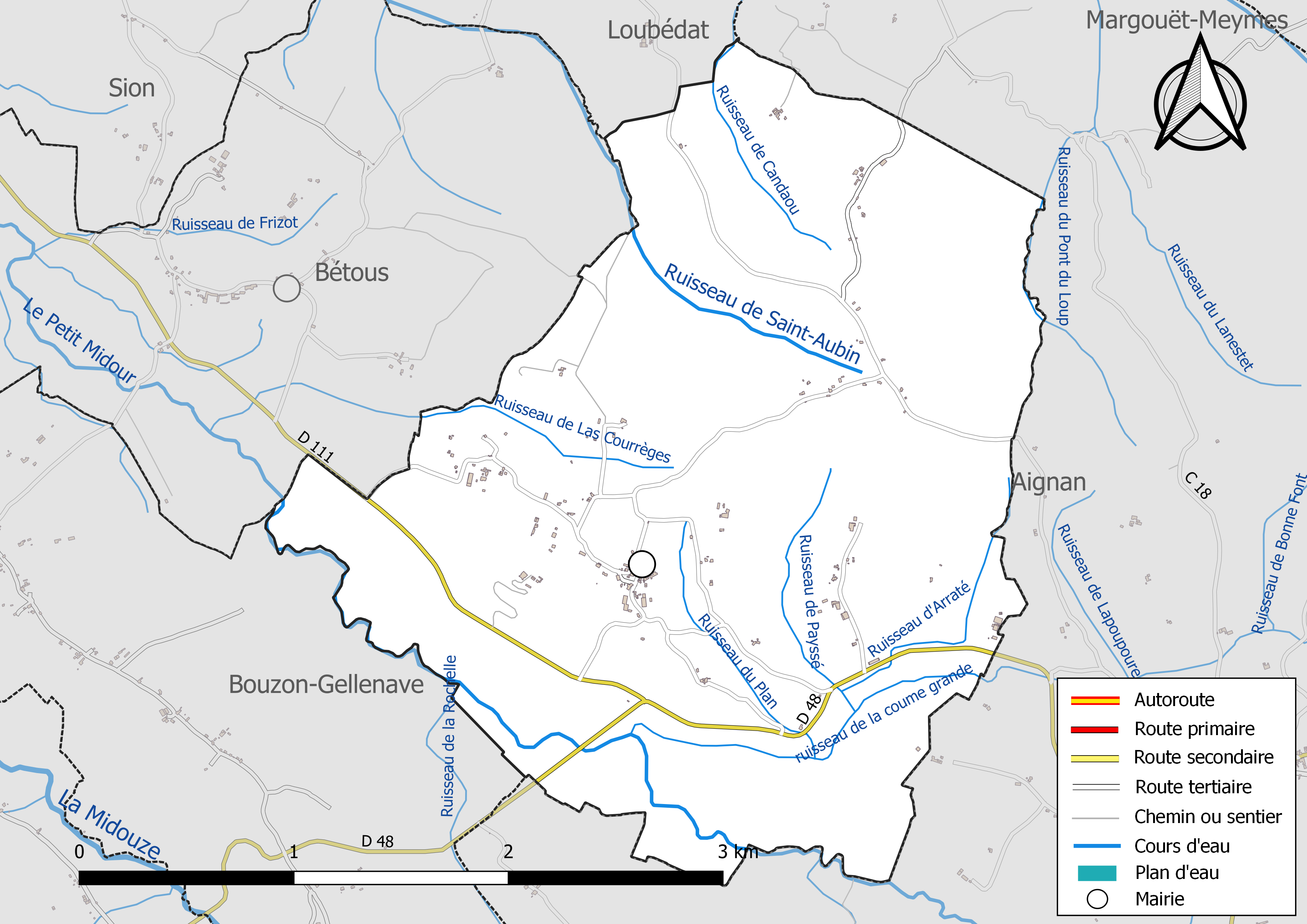
Réseaux hydrographique et routier de Sabazan.

La commune est dans le bassin de l'Adour, au sein du bassin hydrographique Adour-Garonne. Elle est drainée par le Petit Midour, le ruisseau de Saint-Aubin, le ruisseau d'Arraté, le ruisseau de Candaou, le ruisseau de la coume grande, le ruisseau de la Rochelle, le ruisseau de Las Courrèges, le ruisseau de Payssé, le ruisseau du Plan, le ruisseau du Pont du Loup et par un petit cours d'eau, qui constituent un réseau hydrographique de 13 km de longueur totale,.
Le Petit Midour, d'une longueur totale de 24,1 km, prend sa source dans la commune de Gazax-et-Baccarisse et s'écoule du sud-est vers le nord-ouest. Il traverse la commune et se jette dans la Midouze à Bétous, après avoir traversé 12 communes.
Le ruisseau de Saint-Aubin, d'une longueur totale de 11,8 km, prend sa source dans la commune et s'écoule du sud-est vers le nord-ouest. Il traverse la commune et se jette dans la Midouze à Caupenne-d'Armagnac, après avoir traversé 7 communes.

### Climat
Pour des articles plus généraux, voir Climat de l'Occitanie et Climat du Gers.
En 2010, le climat de la commune est de type climat du Bassin du Sud-Ouest, selon une étude s'appuyant sur une série de données couvrant la période 1971-2000. En 2020, Météo-France publie une typologie des climats de la France métropolitaine dans laquelle la commune est exposée à un climat océanique altéré et est dans la région climatique Aquitaine, Gascogne, caractérisée par une pluviométrie abondante au printemps, modérée en automne, un faible ensoleillement au printemps, un été chaud (19,5 °C), des vents faibles, des brouillards fréquents en automne et en hiver et des orages fréquents en été (15 à 20 jours).
Pour la période 1971-2000, la température annuelle moyenne est de 13,3 °C, avec une amplitude thermique annuelle de 15 °C. Le cumul annuel moyen de précipitations est de 879 mm, avec 11 jours de précipitations en janvier et 6,5 jours en juillet. Pour la période 1991-2020, la température moyenne annuelle observée sur la station météorologique la plus proche, située sur la commune de Lupiac à 11 km à vol d'oiseau, est de 13,8 °C et le cumul annuel moyen de précipitations est de 879,7 mm,. Pour l'avenir, les paramètres climatiques de la commune estimés pour 2050 selon différents scénarios d'émission de gaz à effet de serre sont consultables sur un site dédié publié par Météo-France en novembre 2022.

### Milieux naturels et biodiversité
L’inventaire des zones naturelles d'intérêt écologique, faunistique et floristique (ZNIEFF) a pour objectif de réaliser une couverture des zones les plus intéressantes sur le plan écologique, essentiellement dans la perspective d’améliorer la connaissance du patrimoine naturel national et de fournir aux différents décideurs un outil d’aide à la prise en compte de l’environnement dans l’aménagement du territoire.
Une ZNIEFF de type 1 est recensée sur la commune :
le « lac et bois d'Aignan » (310 ha), couvrant 3 communes du département et une ZNIEFF de type 2, : 
le « réseau hydrographique du Midou et milieux annexes » (6 344 ha), couvrant 43 communes dont 37 dans le Gers et six dans les Landes.

Carte des ZNIEFF de type 1 et 2 à Sabazan.
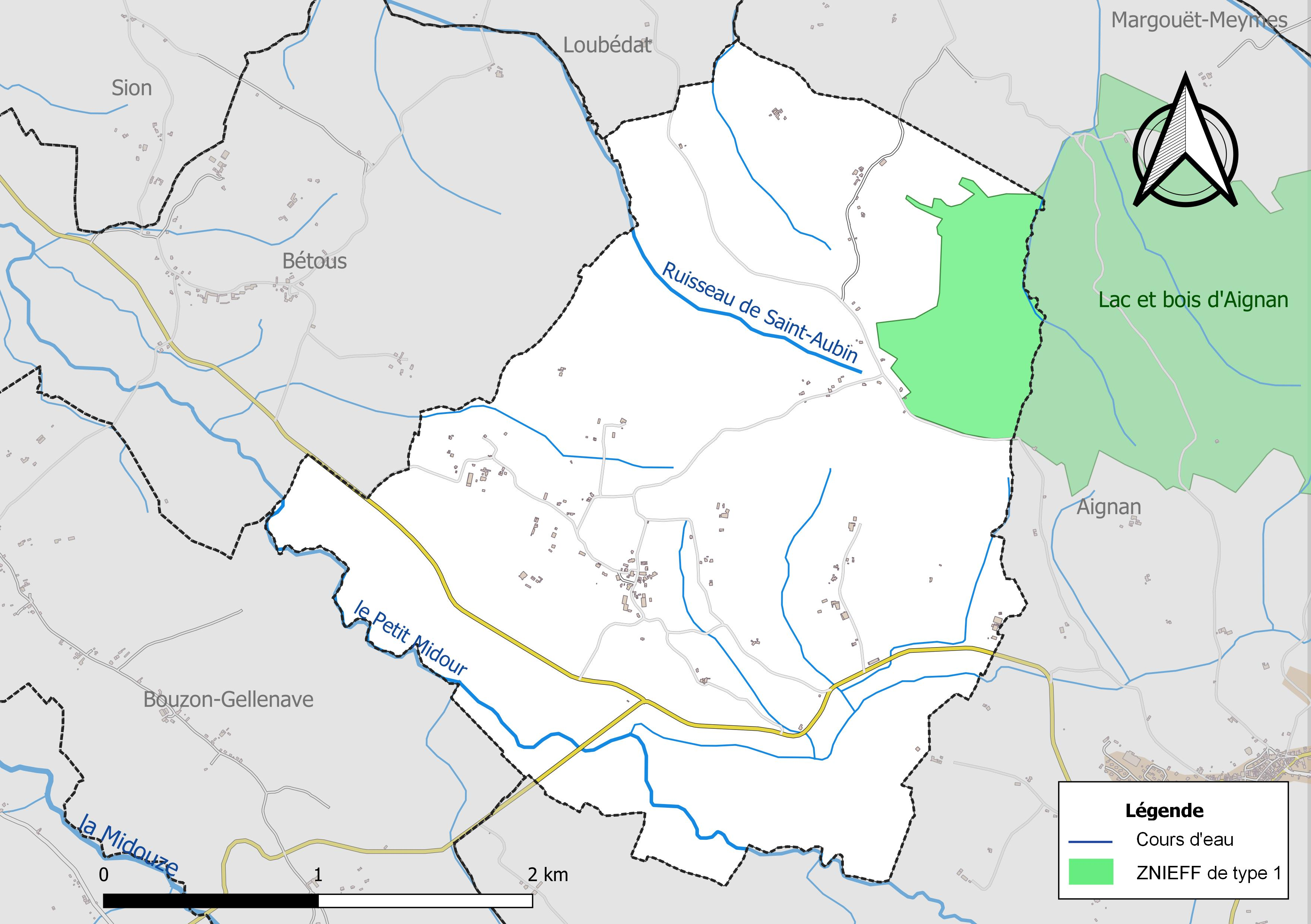
Carte de la ZNIEFF de type 1 sur la commune.
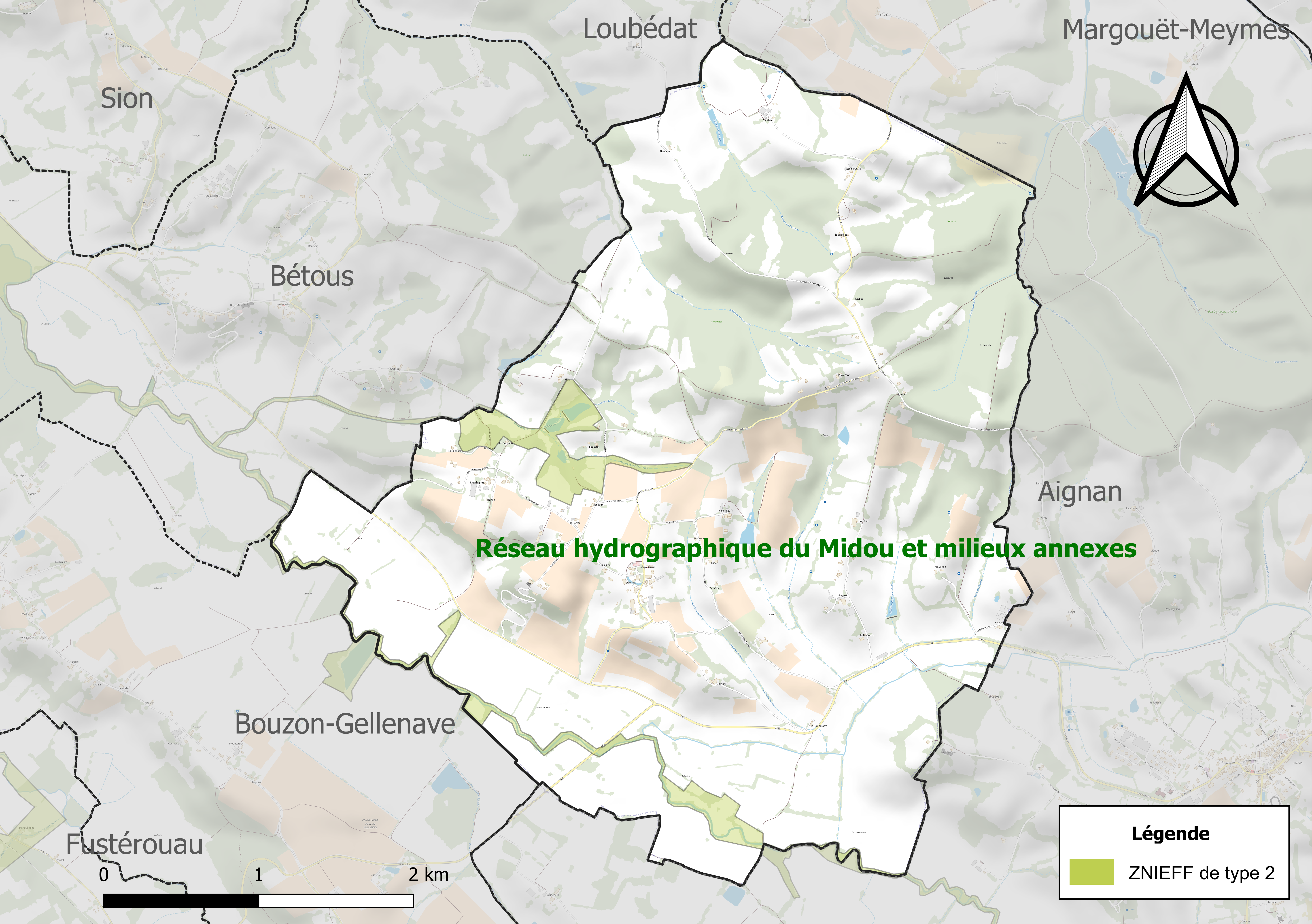
Carte de la ZNIEFF de type 2 sur la commune.

## Urbanisme

### Typologie
Au 1er janvier 2024, Sabazan est catégorisée commune rurale à habitat très dispersé, selon la nouvelle grille communale de densité à sept niveaux définie par l'Insee en 2022.
Elle est située hors unité urbaine et hors attraction des villes,.

### Occupation des sols
L'occupation des sols de la commune, telle qu'elle ressort de la base de données européenne d’occupation biophysique des sols Corine Land Cover (CLC), est marquée par l'importance des territoires agricoles (84,9 % en 2018), une proportion identique à celle de 1990 (84,9 %). La répartition détaillée en 2018 est la suivante : 
prairies (27,2 %), terres arables (23,1 %), cultures permanentes (21,3 %), forêts (15,1 %), zones agricoles hétérogènes (13,2 %). L'évolution de l’occupation des sols de la commune et de ses infrastructures peut être observée sur les différentes représentations cartographiques du territoire : la carte de Cassini (XVIIIe siècle), la carte d'état-major (1820-1866) et les cartes ou photos aériennes de l'IGN pour la période actuelle (1950 à aujourd'hui).

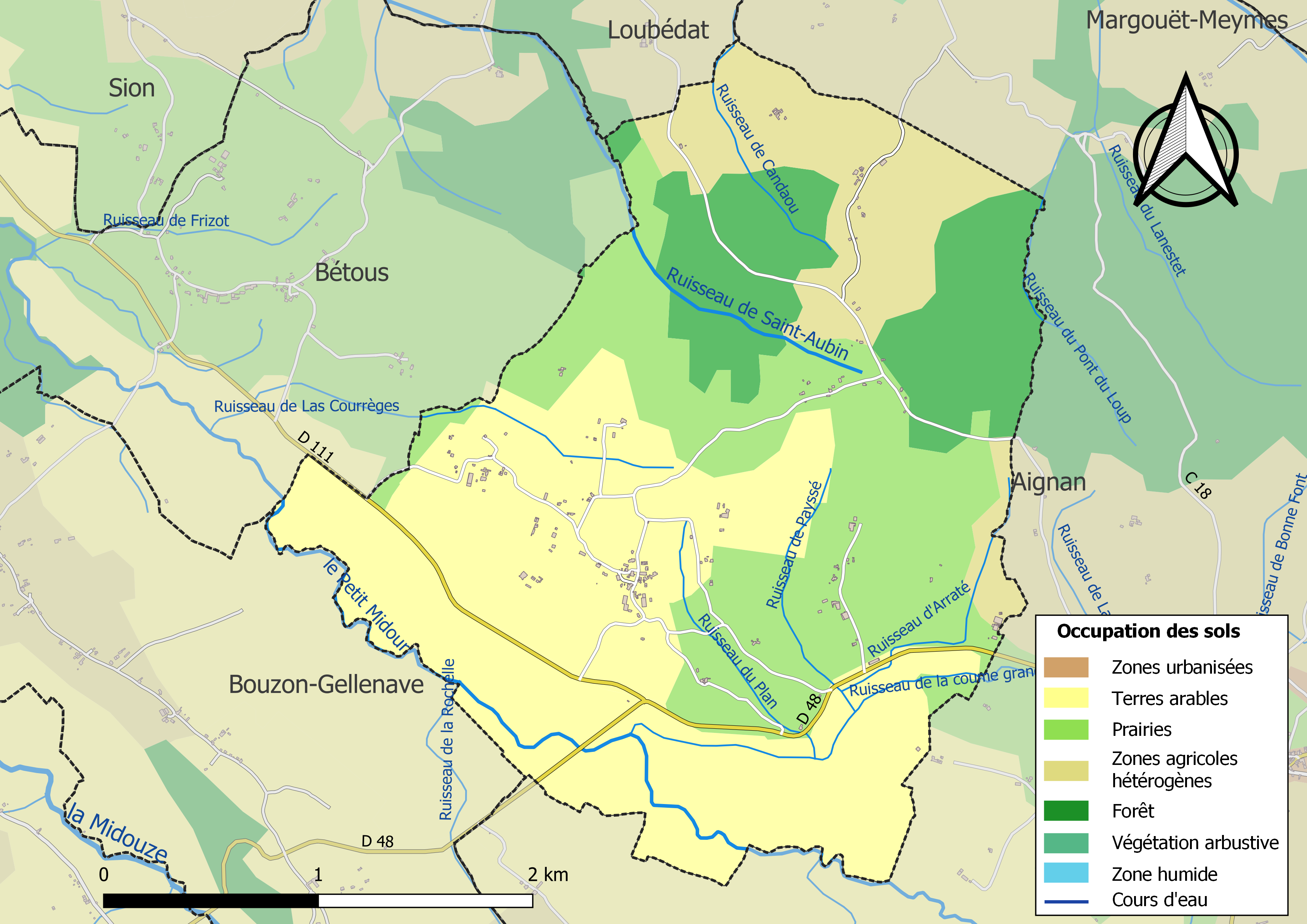
Carte des infrastructures et de l'occupation des sols de la commune en 2018 (CLC).

### Risques majeurs
Le territoire de la commune de Sabazan est vulnérable à différents aléas naturels : météorologiques (tempête, orage, neige, grand froid, canicule ou sécheresse) et séisme (sismicité faible). Un site publié par le BRGM permet d'évaluer simplement et rapidement les risques d'un bien localisé soit par son adresse soit par le numéro de sa parcelle.

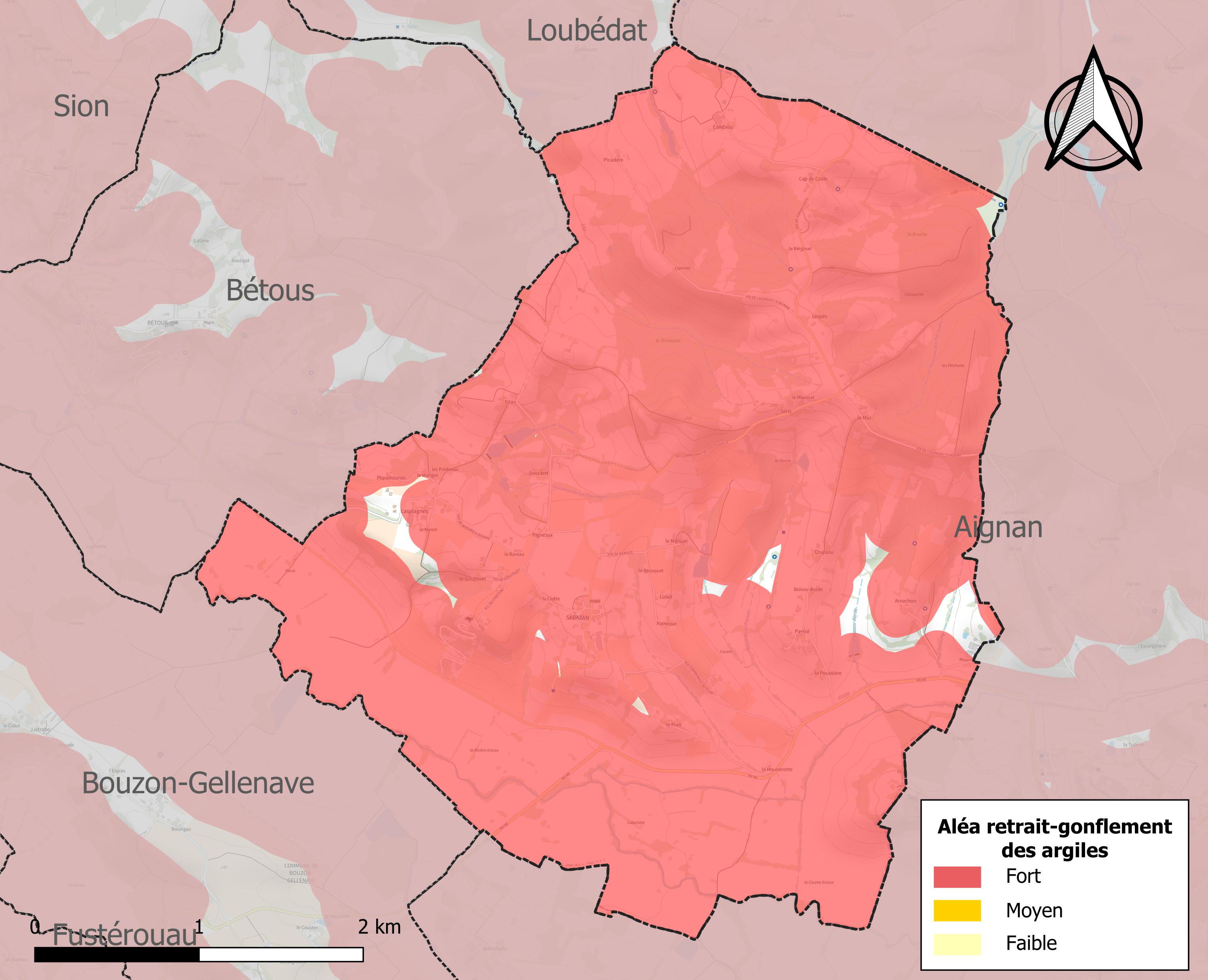
Carte des zones d'aléa retrait-gonflement des sols argileux de Sabazan.

Le retrait-gonflement des sols argileux est susceptible d'engendrer des dommages importants aux bâtiments en cas d’alternance de périodes de sécheresse et de pluie. 97,6 % de la superficie communale est en aléa moyen ou fort (94,5 % au niveau départemental et 48,5 % au niveau national). Sur les 79 bâtiments dénombrés sur la commune en 2019, 77 sont en aléa moyen ou fort, soit 97 %, à comparer aux 93 % au niveau départemental et 54 % au niveau national. Une cartographie de l'exposition du territoire national au retrait gonflement des sols argileux est disponible sur le site du BRGM,.
Par ailleurs, afin de mieux appréhender le risque d’affaissement de terrain, l'inventaire national des cavités souterraines permet de localiser celles situées sur la commune.
La commune a été reconnue en état de catastrophe naturelle au titre des dommages causés par les inondations et coulées de boue survenues en 1983, 1999 et 2009. Concernant les mouvements de terrains, la commune a été reconnue en état de catastrophe naturelle au titre des dommages causés par la sécheresse en 1989, 1993 et 2012 et par des mouvements de terrain en 1999.

## Histoire
L'histoire de Sabazan commence avant le XIIe siècle. Le premier personnage connu au milieu du XIIe siècle est Raymond-Guillaume de Sabazan, seigneur de Sabazan et co-seigneur de Montesquiou. Il abandonne ses biens au chapitre de la cathédrale d'Auch d'après le cartulaire d'Auch. Sabazan est alors le siège d'un archiprêtré. L'église archipresbytérale de Sabazan devient alors l'église-mère pour douze paroisses et leurs annexes.
En 1649, l'archevêque d'Auch, Dominique de Vic, érigea en archiprêtré l'église d'Aignan en enlevant six paroisses à celui de Sabazan (Aignan, Lupiac, Séailles, Meymes, Aubezies et Castelnavet).
Parmi les seigneurs de Sabazan figurent de nombreux membres de la famille de Montesquiou.
Le roi Henri IV a été seigneur de Sabazan en tant que comte d'Armagnac par héritage et après avoir confisqué la seigneurie de Sabazan en 1595.
On cite, pour le 7 septembre 1672, l'enterrement de Jeanne Darrieux, enfant de cinq ans, fille de cagots. Elle est ensevelie dans le cimetière nouveau, proche de celui de la paroisse. Un arrêt du parlement de Toulouse pris en 1700 avait cité la présence de cinq cagots dans la paroisse de Sabazan.
Le site seigneurial était protégé par trois fossés, à l'est, à l'ouest et au midi. La tour et l'église se trouvaient au nord. Ce site a été abandonné quand le château a été transformé au XVIe siècle.

## Politique et administration
| Période   | Période  | Identité               | Étiquette | Qualité                    |
| --------- | -------- | ---------------------- | --------- | -------------------------- |
| 1791      | 1793     | Guillaume Campistron   |           |                            |
| 1793      | 1796     | Joseph Dufau           |           |                            |
| 1796      | 1798     | Frix Bagneris          |           |                            |
| 1798      | 1799     | Joseph Dufau           |           |                            |
| 1799      | 1800     | Arnaud Ladouez         |           |                            |
| 1800      | 1802     | Antoine Barrere        |           |                            |
| 1802      | 1812     | Arnaud Ladouez         |           |                            |
| 1812      | 1816     | Barthélémy Cazaubon    |           |                            |
| 1816      | 1832     | Pierre Seris           |           |                            |
| 1832      | 1848     | Eugène Lamarque        |           |                            |
| 1848      | 1855     | Jean Baptiste Cazaubon |           |                            |
| 1855      | 1865     | Jacques Duffaur        |           |                            |
| 1865      | 1870     | Jean Baptiste Cazaubon |           |                            |
| 1870      | 1871     | Joseph Duffaur         |           |                            |
| 1871      | 1896     | Ambroise Rolland       |           |                            |
| 1896      | 1900     | Alexandre Cazaubon     |           |                            |
| 1900      | 1920     | Joseph Duffaur         |           |                            |
| 1920      | 1935     | Albert Cazaubon        |           |                            |
| 1935      | 1947     | Olivier Sempe          |           |                            |
| 1947      | 1959     | Raoul Darrieux         |           |                            |
| 1959      | 1977     | Louis Duffer           |           |                            |
| 1977      | 1995     | Pierre Duffer          |           |                            |
| 1995      | 2001     | Michel Cazaubon        |           |                            |
| mars 2001 | 2008     | Jean-Louis Richard     |           |                            |
| 2008      | 2020     | Jean-Pierre Ducasse    | DVG       | Retraité Fonction publique |
| 2020      | En cours | Corinne Pailhas        |           |                            |

## Démographie
La population du village a été beaucoup plus importante qu'actuellement. Quand Sabazan était un archiprêtré, le village avait cinq fois plus d'habitants qu'actuellement. En 1851, il y avait encore 429 habitants.

L'évolution du nombre d'habitants est connue à travers les recensements de la population effectués dans la commune depuis 1793. Pour les communes de moins de 10 000 habitants, une enquête de recensement portant sur toute la population est réalisée tous les cinq ans, les populations de référence des années intermédiaires étant quant à elles estimées par interpolation ou extrapolation. Pour la commune, le premier recensement exhaustif entrant dans le cadre du nouveau dispositif a été réalisé en 2006.

En 2022, la commune comptait 127 habitants, en évolution de −5,93 % par rapport à 2016 (Gers : +1,04 %, France hors Mayotte : +2,11 %).
| 1793 | 1800 | 1806 | 1821 | 1831 | 1841 | 1846 | 1851 | 1856 |
| ---- | ---- | ---- | ---- | ---- | ---- | ---- | ---- | ---- |
| 332  | 339  | 367  | 380  | 389  | 396  | 414  | 423  | 407  |

| 1861 | 1866 | 1872 | 1876 | 1881 | 1886 | 1891 | 1896 | 1901 |
| ---- | ---- | ---- | ---- | ---- | ---- | ---- | ---- | ---- |
| 394  | 381  | 375  | 367  | 407  | 405  | 404  | 321  | 284  |

| 1906 | 1911 | 1921 | 1926 | 1931 | 1936 | 1946 | 1954 | 1962 |
| ---- | ---- | ---- | ---- | ---- | ---- | ---- | ---- | ---- |
| 261  | 238  | 260  | 230  | 208  | 205  | 201  | 194  | 163  |

| 1968 | 1975 | 1982 | 1990 | 1999 | 2006 | 2011 | 2016 | 2021 |
| ---- | ---- | ---- | ---- | ---- | ---- | ---- | ---- | ---- |
| 147  | 131  | 142  | 151  | 135  | 141  | 130  | 135  | 131  |

| 2022 | - | - | - | - | - | - | - | - |
| ---- | - | - | - | - | - | - | - | - |
| 127  | - | - | - | - | - | - | - | - |

## Économie

### Emploi
|                | 2008  | 2013  | 2018  |
| -------------- | ----- | ----- | ----- |
| Commune        | 2,4 % | 3,7 % | 6,8 % |
| Département    | 6,1 % | 7,5 % | 8,2 % |
| France entière | 8,3 % | 10 %  | 10 %  |

En 2018, la population âgée de 15 à 64 ans s'élève à 75 personnes, parmi lesquelles on compte 87,8 % d'actifs (81,1 % ayant un emploi et 6,8 % de chômeurs) et 12,2 % d'inactifs,. Depuis 2008, le taux de chômage communal (au sens du recensement) des 15-64 ans est inférieur à celui de la France et du département.
La commune est hors attraction des villes,. Elle compte 28 emplois en 2018, contre 16 en 2013 et 31 en 2008. Le nombre d'actifs ayant un emploi résidant dans la commune est de 64, soit un indicateur de concentration d'emploi de 43,1 % et un taux d'activité parmi les 15 ans ou plus de 57,1 %.
Sur ces 64 actifs de 15 ans ou plus ayant un emploi, 14 travaillent dans la commune, soit 22 % des habitants. Pour se rendre au travail, 93,7 % des habitants utilisent un véhicule personnel ou de fonction à quatre roues et 6,3 % n'ont pas besoin de transport (travail au domicile).

### Activités hors agriculture
13 établissements sont implantés  à Sabazan au 31 décembre 2019.
Le secteur de l'administration publique, l'enseignement, la santé humaine et l'action sociale est prépondérant sur la commune puisqu'il représente 30,8 % du nombre total d'établissements de la commune (4 sur les 13 entreprises implantées  à Sabazan), contre 12,3 % au niveau départemental.

### Agriculture
|               | 1988 | 2000 | 2010 | 2020 |
| ------------- | ---- | ---- | ---- | ---- |
| Exploitations | 20   | 16   | 10   | 9    |
| SAU (ha)      | 576  | 570  | 481  | 450  |

La commune est dans le Bas-Armagnac, une petite région agricole occupant une partie ouest du département du Gers. En 2020, l'orientation technico-économique de l'agriculture  sur la commune est la polyculture et/ou le polyélevage. Neuf exploitations agricoles ayant leur siège dans la commune sont dénombrées lors du recensement agricole de 2020 (20 en 1988). La superficie agricole utilisée est de 450 ha,,.

## Culture locale et patrimoine

### Lieux et monuments
Église Saint-Jean-Baptiste
L'église doit dater de la fondation du village, soit fin XIe siècle, début XIIe siècle. Elle est bâtie sur une motte castrale dont on distingue encore la trace des fossés. La tour-clocher avec ses hourds à colombage lui a été adossé ultérieurement. L'édifice avec ses puissants contreforts possède un chevet très élevé, ceint d'une corniche à damiers. Une corniche semblable, soutenue par des modillons sculptés, se trouve sur le porche dont le portail s'orne d'un chrisme. Le chrisme représente le monogramme de Jésus-Christ et est un élément décoratif très répandu dans le Gers.
À l'intérieur, le chevet a conservé sa voûte en cul de four. La chaire, superbe, possède de beaux panneaux sculptés.
L'édifice est répertorier à l'Inventaire général Région Midi-Pyrénées depuis 2013.

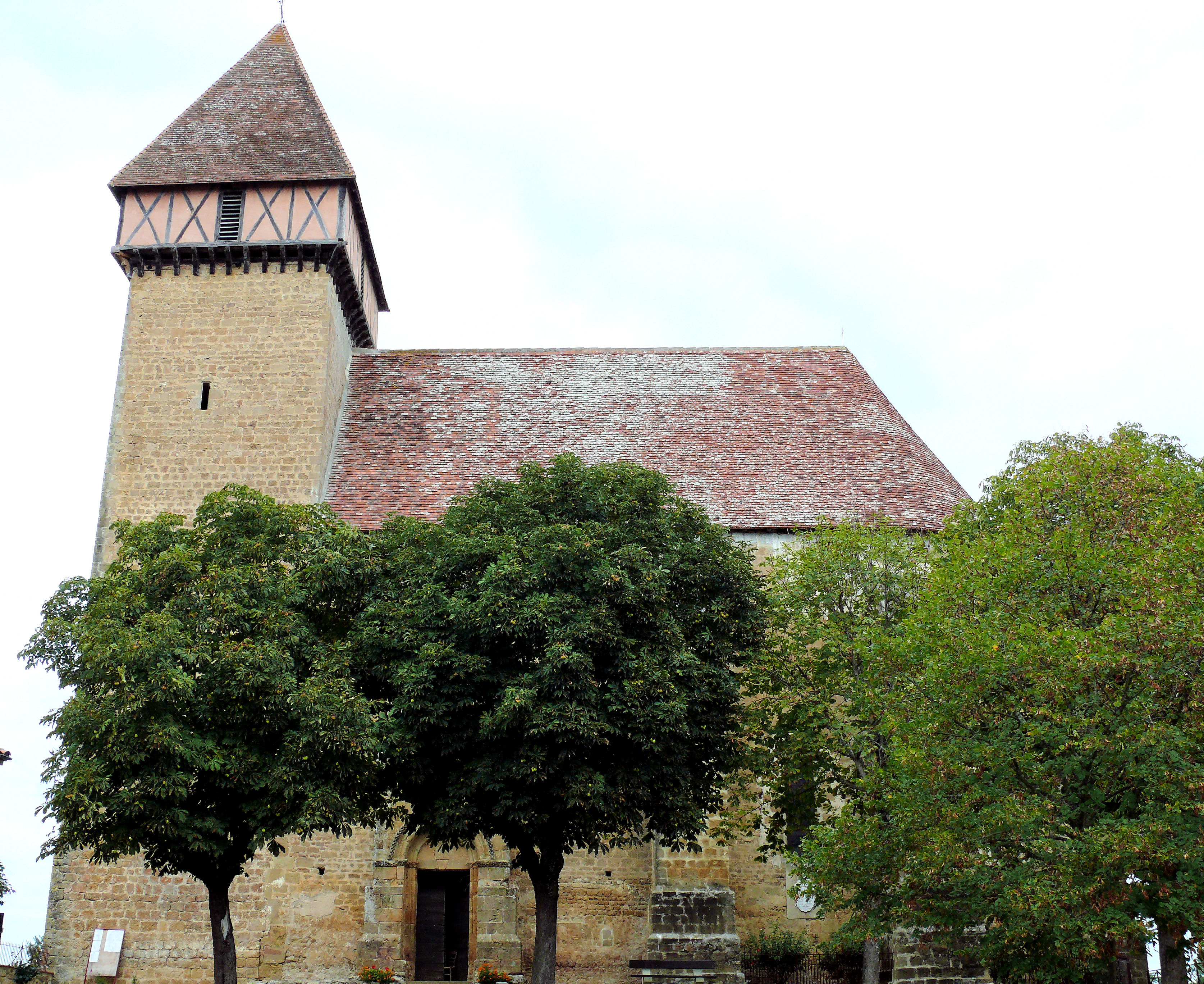
Vue d'ensemble.
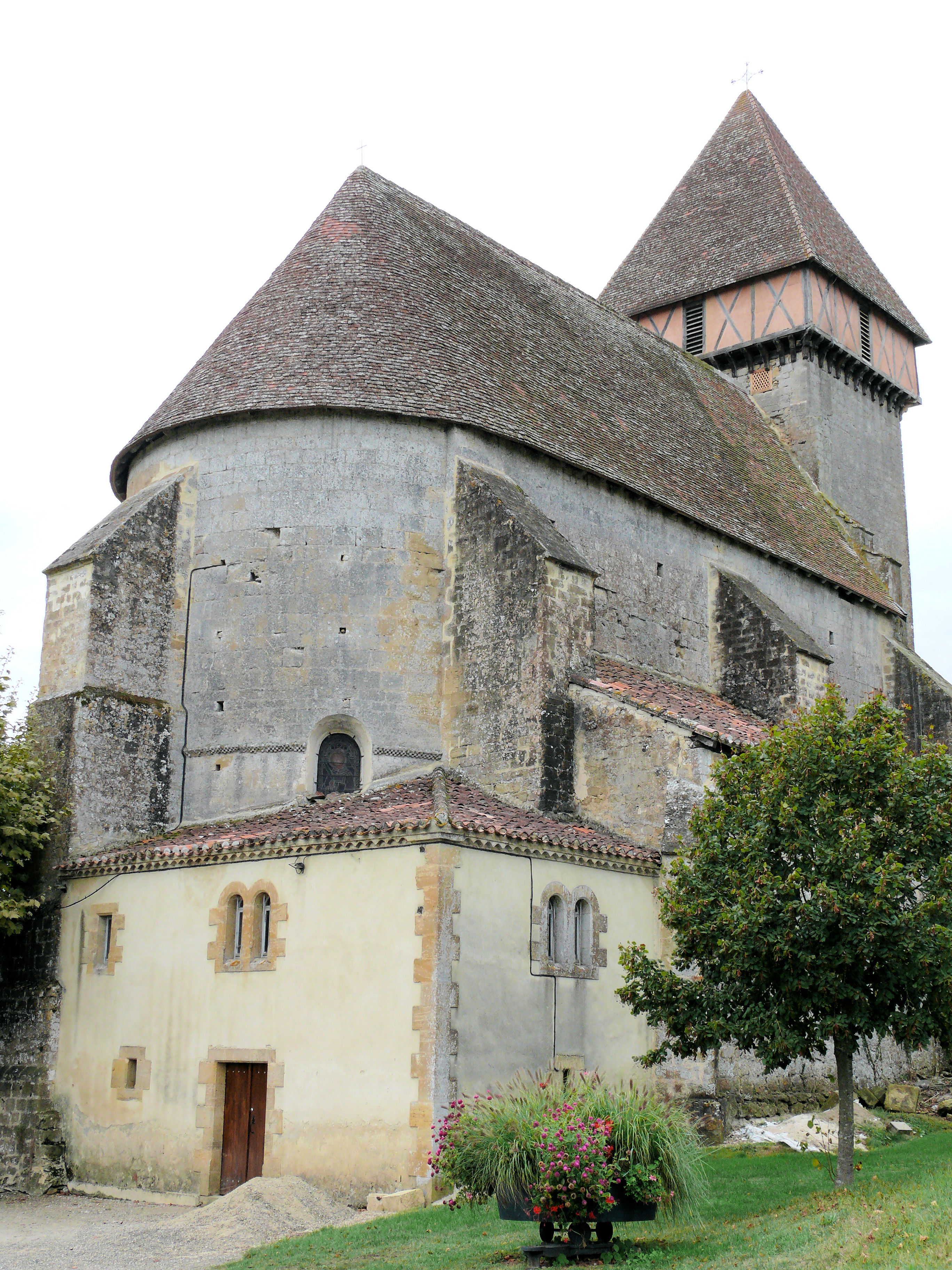
Chevet.
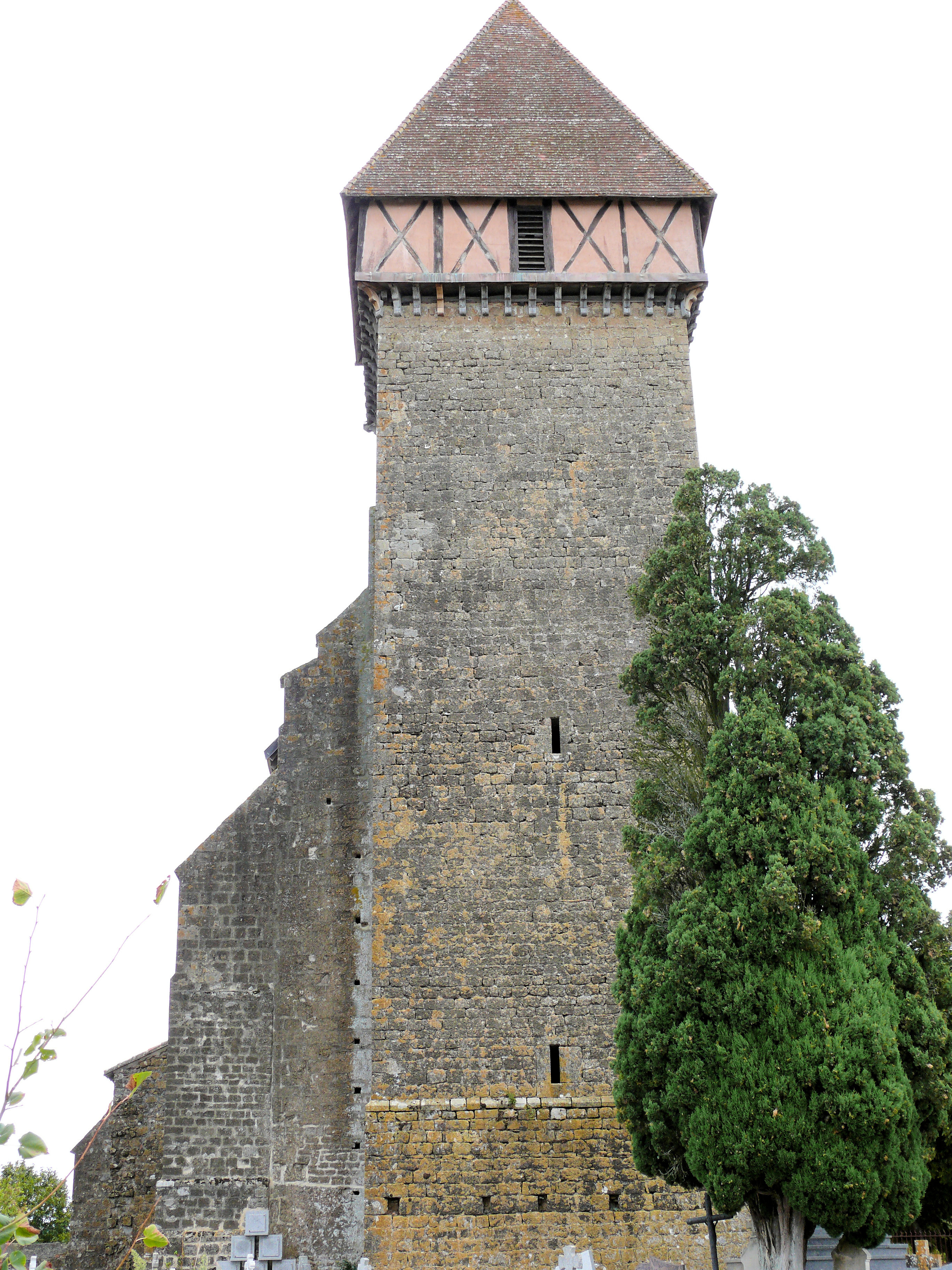
Tour.
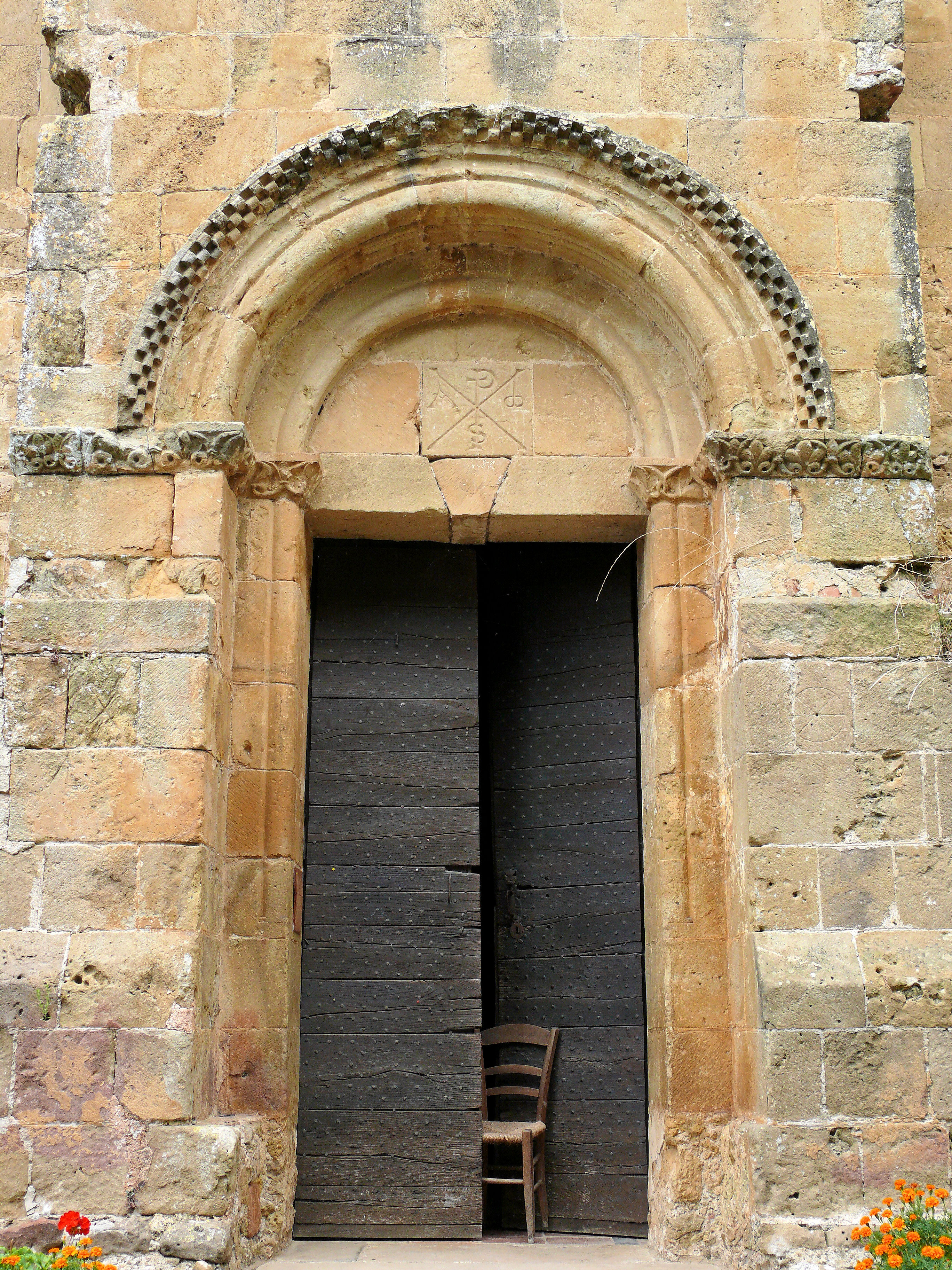
Portail. Sur le tympan est représenté un chrisme
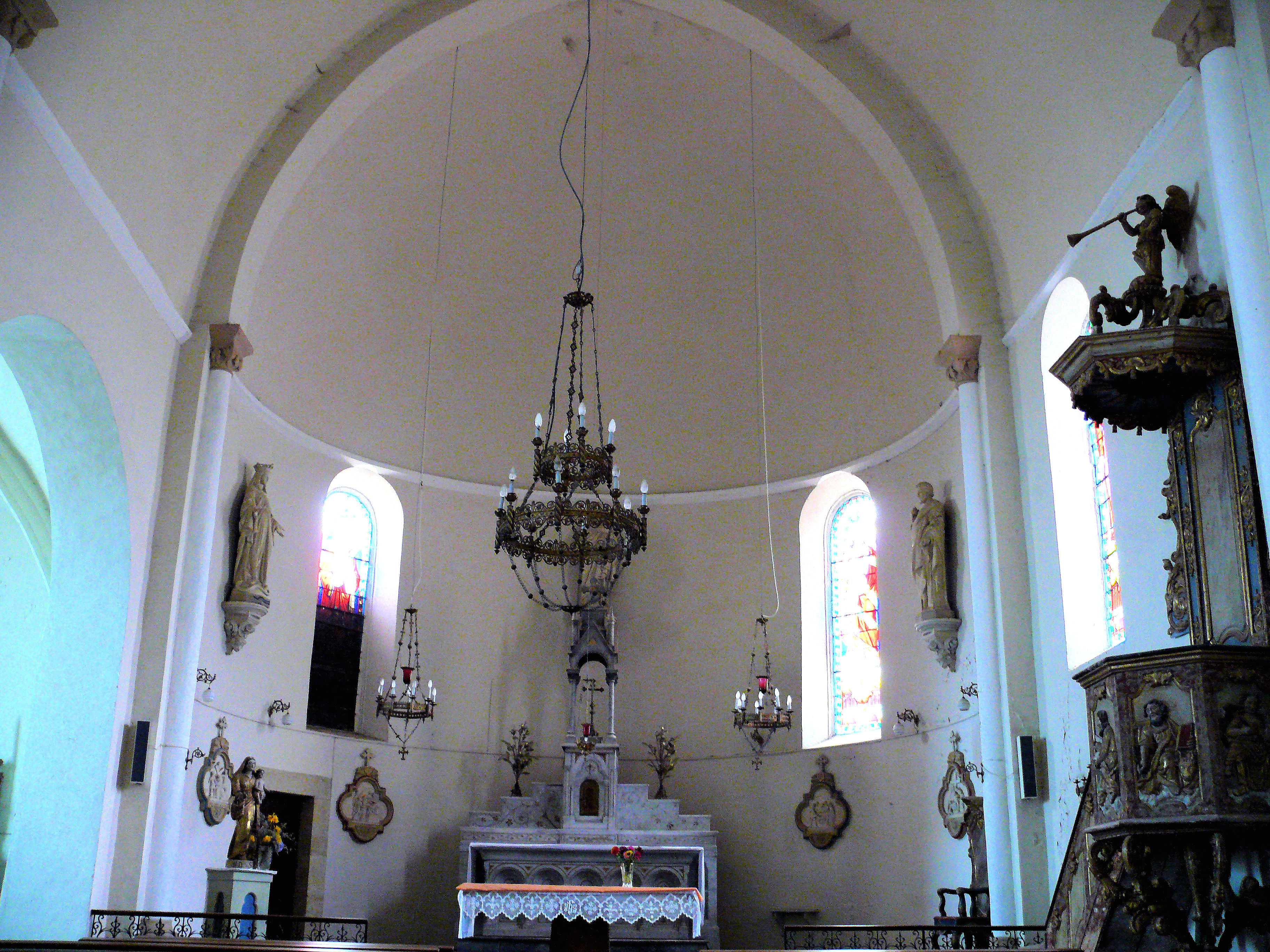
Le chœur. Le maître autel et le tabernacle surmonté d'un ciborium sont en marbre blanc. Sur la gauche, une statue de l'Immaculée Conception, sur la droite, une statue de saint Joseph
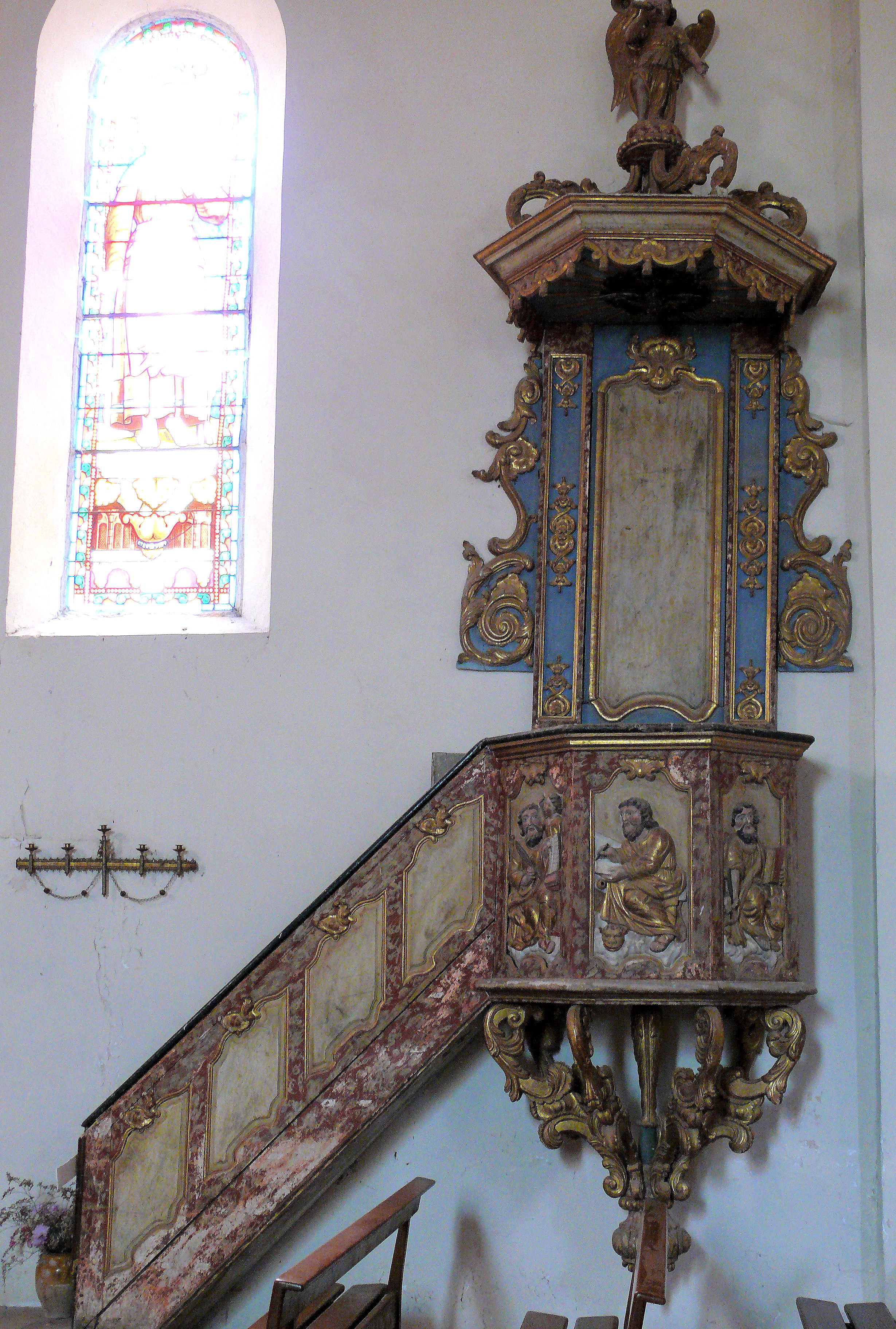
La chaire  Classé MH (1983)

- Château de Sabazan[33], construit à partir du XIIe siècle, transformé au XVIe siècle en gentilhommière.

### Personnalités liées à la commune
- Abel Sempé (1912-2006) : homme politique né à Sabazan.